# Boeing XP-9
El Boeing XP-9 (Model 96 de la compañía) fue el primer avión de caza monoplano producido por la compañía constructora Boeing estadounidense. Incorporaba sofisticados refinamientos estructurales que influyeron en diseños posteriores de Boeing. El único prototipo mostró características poco satisfactorias, y su falta de visibilidad del piloto condujo directamente a su cancelación.

## Diseño y desarrollo
El XP-9 fue diseñado en 1928 para cubrir los requerimientos de una solicitud del Ejército de los Estados Unidos por un caza monoplano. Su principal contribución al diseño de aviones fue su construcción semi-monocasco, que se convertiría en un estándar de los aviones futuros. Boeing empleó las características estructurales del XP-9 en su caza biplano contemporáneo P-12, cuando la variante P-12E incorporó una estructura del fuselaje metálica semi-monocasco similar a la del XP-9. La disposición del tren de aterrizaje del P-12C también había sido probada primero en el XP-9 y luego transferida al modelo de producción.

## Historia operacional
El prototipo XP-9, matriculado A 028-386, voló por primera vez el 18 de noviembre de 1930. Tenía impresionantes estadísticas en la hoja de especificaciones, pero rápidamente se hizo evidente que su gran ala (1,83 m de cuerda), que estaba emplazada encima del fuselaje directamente delante del piloto, impedía tan mal la visibilidad hacia abajo, que las simples maniobras de aterrizaje resultaban peligrosas. Los pilotos de pruebas del Centro de Pruebas del Ejército en Wright Field encontraron que la inherente inestabilidad del XP-9 era tan severa que se solicitaron modificaciones inmediatas para incrementar el tamaño de la cola vertical. Fue introducida una agrandada superficie vertical de cola con recubrimiento metálico liso, pero no logró ninguna mejora significativa, y este revisado XP-9 fue inmovilizado en tierra como célula de instrucción en agosto de 1931, tras solo 15 horas de vuelos de pruebas.

## Variantes
XP-9 (Model 96)
Prototipo de avión de caza monoplano, uno construido.
Y1P-9
Opción por cinco aviones de pruebas de servicio bajo el contrato del P-12D, opción que fue desechada.

## Operadores (planeado)
Estados Unidos
- Ejército de los Estados Unidos

## Especificaciones (Boeing XP-9)
Referencia datos: "The Complete Encyclopedia of World Aircraft"

### Características generales
- Tripulación: Uno (piloto)
- Longitud: 7,7 m (25,1 ft)
- Envergadura: 11,1 m (36,5 ft)
- Altura: 3 m
- Superficie alar: 19,5 m² (210 ft²)
- Peso vacío: 1211 kg (2669 lb)
- Peso máximo al despegue: 1643 kg (3621,2 lb)
- Planta motriz: 1× motor lineal V-12 refrigerado por líquido Curtiss SV-1570-15 Conqueror.
  - Potencia: 448 kW (618 HP; 609 CV)

### Rendimiento
- Velocidad máxima operativa (Vno): 343 km/h (213 MPH; 185 kt)
- Velocidad crucero (Vc): 290 km/h (180 MPH; 157 kt)
- Alcance: 684 km (369 nmi; 425 mi)
- Techo de vuelo: 8170 m (26 804 ft)
- Régimen de ascenso: 7,9 m/s (1555 ft/min)

### Armamento
- Ametralladoras: 

  - 1 de 7,62 mm
  - 1 de 12,7 mm
- Bombas: 56,7 kg

## Aeronaves relacionadas

### Secuencias de designación
- Secuencia Numérica (interna de Boeing): ← 89 - 93 - 95 - 96 - 99 - 100 - 101 →
- Secuencia P-_ (Cazas (Pursuit) del USAAC/USAAF/USAF, 1924-62): ← P-6 - XP-7 - XP-8 - XP-9 - XP-10 - P-11 - P-12 →